# شمالنبرگ
شمالنبرگ (به آلمانی: Schmalenberg) یک شهر در آلمان است که در زودوستپفالتس واقع شده‌است. شمالنبرگ ۷۸۴ نفر جمعیت دارد.